# Centralno višavje (Vietnam)
Centralno višavje (vietnamsko Cao nguyên Trung phần), Južno Centralno višavje (vietnamsko Cao nguyên Nam Trung Bộ) Zahodno višavje (vietnamsko Tây Nguyên) ali Sredogorje (vietnamsko Cao nguyên Trung bộ) je ena od regij Vietnama. Vsebuje province Đắk Lắk, Đắk Nông, Gia Lai, Kon Tum in Lâm Đồng.

## Province
| Province- nivo | Glavno mesto  | Št. prebivalcev (2019) | Površina (km2) |
| -------------- | ------------- | ---------------------- | -------------- |
| Đắk Lắk        | Buôn Ma Thuột | 2.126.925              | 13.139,2 km2   |
| Đắk Nông       | Gia Nghĩa     | 574.633                | 6516,9 km2     |
| Gia Lai        | Pleiku        | 2.211.102              | 15.536,9 km2   |
| Kon Tum        | Kon Tum       | 476.855                | 9690,5 km2     |
| Lâm Đồng       | Da Lat        | 1.551.120              | 9776,1 km2     |

## Zgodovina
Avtohtoni prebivalci centralnega višavja (Montagnardi, gorska ljudstva) so različna ljudstva, ki so večinoma pripadala dvema velikima družinama: avstronezijskim (Višavski Chami) in avstroazijskim (Bahnari) etnojezikovnim družinam. Po mnenju Penga in drugih (2010) in Liuja in drugih (2020) so bile avstronezijske skupine Chamijev dobro znane kot pomorščaki s prvotno domovino Tajvanom, ki so se morda preselile v današnji centralni Vietnam po morju iz morske jugovzhodne Azije okoli ~ 2500 kya, medtem ko so navezovale stik/ali morda absorbirale prej zgodnejši avstroazijski prebivalci (raziskave kažejo skupne visoke frekvence prednikov, povezanih z AA, med vietnamskimi avstronezijskimi chamskimi višavci kot avstronezijskimi chamskimi nižavci, ki so bolj povezani s tajvanskimi skupinami AN).
Skozi predmoderno zgodovino Centralno višavje ni bilo pod nadzorom okoliških nižinskih klasičnih kraljestev, zato se je ohranilo veliko prazgodovinskih avtohtonih kultur. Višavje in gore so delovale kot barikade, ki so omejile velik del nižinskih vplivov na prebivalce Srednjega višavja. Regija spada v geografsko kategorijo, ki jo je opisal James C. Scott kot terra zomia, ogromno gorato kopensko maso celinske jugovzhodne Azije (vključno z južno Kitajsko in severovzhodno Indijo).
V zgodnjem 15. stoletju je imel severni del Centralnega višavja (okoli današnjega An Khêja) dvomljivega vladarja po imenu Śrī Gajarāja (Kralj slonov) z naslovom »veliki kralj gorjanov Madhyamagrāma« ("velika vas"), ki je bil vazal chamskega kralja Indravarmana VI. (vladal 1400–1441) v nižini. Kljub geografskim oviram so Chami v veliki meri uporabljali višavje kot dvorišče virov za zagotavljanje srednjeveških dobrin. V visokogorju so zgradili tudi več templjev, na primer tempelj Yang Prong (v provinci Đắk Lắk), ki ga je zgradil kralj Simhavarman III. (vladal 1288–1307). Očitno je, da so chamsko govoreča ljudstva v nižinah že dolgo pred vietnamskim kolonializmom vzpostavljala neposredne stike in trgovala z ljudstvi centralnega višavja, kar je povzročilo medsebojno jezikovno izposojanje v obeh pogovornih jezikih in kulturne podobnosti.
Etnični Vietnamci (Kinh) so na to območje prispeli med svojim »pohodom na jug« (Nam tiến). Vietnamci zdaj številčno presegajo avtohtone Degarce po poselitvi, ki jo je sponzorirala država in sta jo usmerjali tako vlada Republike Vietnam kot sedanja komunistična vlada Socialistične republike Vietnam. Montanjarji so se borili in upirali vsem vietnamskim naseljencem, od protikomunistične vlade Južnega Vietnama, Viet Konga, do komunistične vlade združenega Vietnama.
Kraljestvo Champa in Chami v nižinah sta bili tradicionalni suzereni, ki so jih Montanjarji v visokogorju priznavali za svoje gospodarje, medtem ko so imeli avtonomijo Montagnarji. Po letu 1945 so koncept Nam tiến in širitev proti jugu slavili vietnamski učenjaki. Pays Montagnard du Sud-Indochinois je bilo ime Centralnega višavja od leta 1946 pod Francosko Indokino.
Do francoske vladavine Vietnamci skoraj nikoli niso vstopili v Centralno višavje, saj so nanj gledali kot na divje (Moi-Montagnard) naseljeno območje s hudimi živalmi, kot so tigri, »zastrupljeno vodo« in »zlobnimi duhovi«. Vietnamci so izrazili zanimanje za zemljo, potem ko so jo Francozi preoblikovali v donosno plantažno območje za gojenje poljščin,  poleg naravnih virov iz gozdov, mineralov in bogate zemlje ter spoznanja njenega ključnega geografskega pomena.
Montagnarji so v FULRO (Združena fronta za osvoboditev zatiranih ras) vodili upor proti Južnemu Vietnamu in nato združili komunistični Vietnam. Vlade Republike Vietnam in Socialistične republike Vietnam so izvedle program naselitve etničnih Vietnamcev Kinh  in zdaj v visokogorskih območjih prevladuje večina Kinhov. Po množičnih demonstracijah in protestih v letih 2001 in 2004 s strani manjšin etničnih hribovskih plemen proti komunistični vladi je bil tujcem nekaj časa prepovedan vstop v centralno višavje.

## Geografija
Centralno višavje je planota, ki meji na spodnji del Laosa in severovzhodno Kambodžo. Provinca Kon Tum meji na Laos in Kambodžo, provinci Gia Lai in Đắk Lắk pa mejita le na Kambodžo. Provinca Lâm Đồng je neobalna in nima mednarodnih meja.
Pravzaprav Centralno višavje ne leži na edinstveni planoti, temveč leži na nizu sosednjih planot, in sicer planoti Kon Tum na višini 500 m, planoti Kon Plông, planoti Kon Hà Nừng, planoti Pleiku z višino okoli 800 m, planota Mdrak približno 500 m, planota Đắk Lắk približno 800 m, planota Mơ Nông z višino približno 800–1000 m, planota Lâm Viên približno 1500 m in planota Di Linh približno 900–1000 m. Vse te planote so obdane z visokimi gorami in vzpetinami (južno Annamitsko gorovje).
Tây Nguyên lahko razdelimo na 3 podregije glede na odstopanje v topografiji in podnebju, in sicer: severni Tây Nguyên (Bắc Tây Nguyên) (vključno s provincama Kon Tum in Gia Lai), srednji Tây Nguyên (Trung Tây Nguyên) (zajema provinci Đắk Lắk in Đắk Nông), Južni Tây Nguyên (Nam Tây Nguyên) (Lâm Đồng). Trung Tây Nguyên ima nižjo nadmorsko višino in ima zato višjo temperaturo kot drugi dve podregiji.

## Etnične  skupine
Spodaj je seznam uradno priznanih etničnih skupin v Vietnamu, ki so avtohtone v Centralnem višavju in bližnjih območjih. Govorijo avstroazijske jezike Katuic in Bahnaric, pa tudi Chamic jezike (ki spadajo v avstronezijsko jezikovno družino). Statistični podatki o prebivalstvu so iz popisa prebivalstva v Vietnamu leta 2009.
- Katuični govorci
  - Bru (prebivalstvo: 74.506): provinca Quảng Trị
  - Cơ Tu (prebivalstvo: 61.588): provinca Quảng Nam
  - Tà Ôi (prebivalstvo: 43.886): provinca Thừa Thiên-Huế in provinca Quảng Trị
- Bahnarski govorci
  - West Bahnaric
    - Brâu (prebivalstvo: 397): provinca Kon Tum

  - Vzhodni Bahnaric
    - Co (prebivalstvo: 33.817): provinca Quảng Ngãi

  - Severni Bahnaric
    - Xơ Đăng (prebivalstvo: 169.501): provinci Kon Tum in provinci Quảng Nam
    - Hrê (prebivalstvo: 127.420): provinca Quảng Ngãi
    - Rơ Măm (prebivalstvo: 436): provinca Kon Tum
- Srednji Bahnaric
  -     - Ba Na (prebivalstvo: 227.716): provinci Gia Lai in provinci Kon Tum
    - Giẻ Triêng (prebivalstvo: 50.962): provinci Kon Tum in provinci Quảng Nam

  - Južni Bahnaric
    - Chơ Ro (prebivalstvo: 26.855): provinca Đồng Nai
    - Cờ Ho (prebivalstvo: 166.112): provinca Lâm Đồng
    - Mạ (prebivalstvo: 41.405): provinca Lâm Đồng
    - X’Tiêng (prebivalstvo: 85.436): provinca Bình Phước
    - Mnông (prebivalstvo: 102.741): provinca Đắk Lắk in provinca Đắk Nông
- Chami govorci
  - Chăm (prebivalstvo: 161.729): provinci Ninh Thuận in provinci Bình Thuận
  - Chu Ru (prebivalstvo: 19.314): provinca Lâm Đồng
  - Ê Đê (prebivalstvo: 331.194): provinca Đắk Lắk
  - Gia Rai (prebivalstvo: 411.275): provinca Gia Lai
  - Ra Glai (prebivalstvo: 122.245): provinci Ninh Thuận in provinci Khánh Hòa

Navedeno po provincah, od severa proti jugu in od zahoda proti vzhodu:
- Provinca Quảng Trị: Bru (Katuiki), Tà Ôi (Katuiki)
- Provinca Thừa Thiên-Huế: Tà Ôi (Katuiki)
- Provinca Quảng Nam: Cơ Tu (Katuiki), Xơ Đăng (severni Bahnariki), Giẻ Triêng (osrednji Bahnariki)
- Provinca Quảng Ngãi: Hrê (severni Bahnariki), Co (vzhodni Bahnariki)
- Provinca Kon Tum: Giẻ Triêng (osrednji Bahnariki), Ba Na (osrednji Bahnariki), Xơ Đăng (severni Bahnariki), Rơ Măm (severni Bahnariki), Brâu (zahodni Bahnariki)
- Provinca Gia Lai: Gia Rai (Chami), Ba Na (Centralni Bahnariki)
- Provinca Đắk Lắk: Ê Đê (Chami), Mnông (Južni Bahnariki)
- Provinca Khánh Hòa: Ra Glai (Chami)
- Provinca Đắk Nông: Mnông (južni Bahnariki)
- Provinca Lâm Đồng: Chu Ru (Chami), Mạ (Južni Bahnariki), Cờ Ho (Južni Bahnariki)
- Provinca Ninh Thuận: Ra Glai (Chami), Chăm (Chami)
- Provinca Bình Phước: X’Tiêng (Južni Bahnariki)
- Provinca Đồng Nai: Chơ Ro (južni Bahnariki)
- Provinca Bình Thuận: Chăm (Chami)

## Kultura
Bahnari so druga etnična skupina po ljudstvu Kinh, katere jezik so francoski misijonarji leta 1861 zapisali na podlagi latinice. Ljudstvo Ede je imelo svoj sistem pisave leta 1923. Prva znana epska poezija Dam San je bila sestavljena in izšla v Parizu v Franciji pod imenom Le Chanson de DamSan. Dvojezično ede-francosko izdajo je nato leta 1933 izdala revija Francoske šole Daljnega vzhoda v Hanoju. Februarja 1949 so v Đắk Lắku odkrili neprecenljiv prazgodovinski litofon (glasbilo, sestavljeno iz kosov kamna) z imenom Ndut Lieng Krak, ki ga zdaj hrani Muzej človeštva v Parizu. Prostor gong kulture v Centralnem višavju Vietnama je UNESCO 15. januarja 2005 priznal in vpisal leta 2008 kot mojstrovino ustne in nematerialne dediščine človeštva.

## Gospodarstvo, naravni viri in okolje
V primerjavi z drugimi regijami v Vietnamu se Centralno višavje sooča z velikimi težavami v socialno-ekonomskih razmerah, kot so pomanjkanje kvalificirane delovne sile, slaba infrastruktura, možnosti konfliktov med etničnimi skupinami na majhnem območju in nizek življenjski standard. To območje pa je bilo blagoslovljeno s številnimi prednostmi naravnih virov. V regiji je skoraj 2 milijona hektarjev rodovitnega bazalta, kar predstavlja 60 % nacionalne bazaltne zemlje, ki je zelo primerna za industrijske rastline, kot so kavovec, kakavovec, poper, murovke in čaj. Kava je najpomembnejša industrijska dobrina centralnega višavja. Trenutno območje kave tukaj obsega več kot 290 tisoč hektarjev, kar predstavlja 4/5 površine kave v državi. Đắk Lắk je provinca z najširšim območjem kave (170 tisoč hektarjev), kava Buon Ma Thuot pa slovi po visoki kakovosti. Centralno višavje je tudi druga največja regija kavčukovca za jugovzhodom, predvsem v Gia Lai in Đắk Lắku. Centralno višavje je največje območje murv in sviloprejk, največ v Bảo Lộc v provinci Lâm Đồng. Ta kraj ima konzorcij največjih inkubatorjev svile, ki se izvažajo v Vietnam.
Številne spore sproža tudi neenakomerna dodelitev zemljišč in virov. Prej je vlada nameravala izkoristiti Centralno vietnamsko višavje z vzpostavitvijo sistema kmetijskih in gozdarskih kmetij v državni lasti (pred letom 1993 so obstajala velika kmetijsko-gozdarska in industrijska združenja, ki so se po letu 1993 preusmerila na centralna ali provinčna kmetijska in gozdarska gospodarstva). V resnici te gospodarske organizacije nadzorujejo večino ozemlja centralnega višavja. V provinci Đắk Lắk so do leta 1985 tri kmetijsko-gozdarska in industrijska podjetja Union upravljala 1.058.000 hektarjev, kar je predstavljalo polovico površine province, plus 1.600.000 hektarjev površin za gojenje kavčukovca v državni lasti. Skupaj država upravlja 90 % območja Đắk Lắka in 60 % območja Gia Lai. Na splošno je bilo do leta 1985 70 % površine centralnega višavja pod državnim upravljanjem. Po letu 1993, čeprav je prišlo do spremembe mehanizma upravljanja, se je to število zmanjšalo le za 26 %.
Gozdni viri in območja gozdnih zemljišč v Tay Nguyenu se soočajo s tveganjem resnega zmanjšanja zaradi različnih razlogov, kot je na primer majhno nelastniško območje globokega gozda, ki ga novo prispeli migranti prestopijo za bivalne in proizvodne namene (kar hitro poveča kmetijska zemljišča v celotni regiji), pa tudi krčenje gozdov in nezakonito izkoriščanje gozdnih proizvodov. Zaradi zmanjšanja gozdnih virov se je proizvodnja lesa nenehno zmanjševala, od 600 do 700 tisoč kvadratnih metrov v poznih 1980-ih - zgodnjih 1990-ih na približno 200-300 tisoč kvadratnih metrov na leto v tem trenutku. Trenutno lokalne oblasti eksperimentirajo z dodeljevanjem, dajanjem gozdnih zemljišč v najem organizacijam, gospodinjstvom in posameznikom za stabilno uporabo in dodeljevanje gozdov ter sklepanje pogodb o varstvu gozdov za gospodinjstva in skupnosti v vaseh.
Ob geografskih prednostih visokogorja in številnih slapov so hidroenergetski viri tega območja veliki in se učinkovito uporabljajo. Dve hidroelektrarni, zgrajeni v tej regiji, sta Da Nhim (160.00 kW) na reki Da Nhim (izvir reke Dong Nai) in Dray H'inh (120.000 kW) na reki Serepok. Poleg tega projekt hidroelektrarne Yaly deluje od leta 2000; drugi projekti, kot sta Bon Ron-Dai Ninh in Play Krong, naj bi bili nedavno zgrajeni. Tay Nguyen (centralno vietnamsko višavje) ni bogato z mineralnimi viri, je pa bogato z zalogami boksita, ki se merijo na milijarde ton.
Po starih sovjetskih dokumentih je v Centralnem višavju približno 8 milijard ton zalog boksita. 1. novembra 2007 je predsednik vlade podpisal Sklep št. 167 o odobritvi načrta območij za raziskovanje, rudarjenje, predelavo in uporabo boksitne rude v obdobju 2007–2015 z usmeritvijo do leta 2025. Vietnam National Coal - Mineral Industries Group trenutno raziskuje in vlaga v nekatere projekte raziskovanja boksita in rudarjenja aluminijevega oksida v Centralnem višavju. Vendar pa je ta izvedba povzročila ostro nasprotovanje znanstvenikov in lokalnega prebivalstva zaradi uničevanja okolja in negativnih vplivov na družbeno kulturo, zlasti avtohtono kulturo centralnega višavja.

## Turistične zanimivosti

### Đắk Lắk
S povprečno nadmorsko višino od 400 do 800 m leži provinca Đắk Lắk na planoti Đắk Lắk, ki je ena od treh največjih planot v Centralnem višavju. Đắk Lắk meji na Gia Lai na severu in severovzhodu, Lam Dong na jugu, Kambodžo na zahodu, Phu Yen in Khanh Hoa na vzhodu.
Đắk Lắk je dom številnih veličastnih slapov in jezer, kot so slap Thuy Tien, jezero Lak, jezero Buon Triet, jezero Ea Kao.
Tu so pragozdovi, narodni park Yok Đôn in ekološki park Ea Kao.
Vas Don je znana po lovu in krotenju slonov, zgodovinskih relikvijah, kot so Cham tơers iz 13. stoletja, palača cesarja Bảo Đạija in zapor Buon Ma Thuot.

### Ðắk Nông
Provinca Ðắk Nông je na jugozahodu osrednjega Vietnama, na koncu Annamitskega gorovja in leži na veliki planoti z nadmorsko višino 500 metrov.
Ðắk Nông je znan po veličastni pokrajini s slapovi, nočnih tabornih ognjih z zvokom gonga in lokalno priljubljenem vinu iz stebel.
Reka Srepok s svojimi pritoki tvori številne osupljive slapove, ki so lahko ponekod blagi, ponekod pa ustvarjajo pravo razdejanje. Bolj opazna sta slap Gia Long v obliki divje speče gorske deklice in slap Dray Nur, ki spominja na Veliki zid narave. Poleg tega so tu še slapovi Dieu Thanh, Three Layers in Thác Dray Sap, znan tudi kot slap Smoke, saj ga vse leto zakrivajo plasti vodne megle.

### Gia Lai
Gia Lai je provinca v goratem območju na severu Centralnega višavja z nadmorsko višino 600-800 m. Gia Lai meji na Kon Tum na severu, Đắk Lắk na jugu, Kambodžo na zahodu in Quảng Ngãi, Bình Định, Phú Yên na vzhodu.
Ta regija ima dolgo zgodovino in starodavno kulturo. Identiteta te kulture je tesno povezana z etničnimi manjšinami, predvsem z Gia Rai in Ba Na. Njihove posebnosti se kažejo v komunalnih hišah na kolih, pogrebnih hišah, tradicionalnih praznikih, nošah in glasbilih.
Gia Lai je dom številnih jezer, potokov, slapov, gorskih prelazov in pragozdov, kjer naravni prizori skrivajo osupljivo divjino Centralnega višavja, kot sta tropski gozd Kon Ka Kinh in naravni rezervat Kon Cha Rang.
Ob prihodu v Gia Lai sta nepogrešljivi destinaciji slap Xung Khoeng (okrožje Chu Prong) in slap Phu Cuong (okrožje Chu Se). Obstaja veliko očarljivih potokov, jezero Pleiku na ogromni in mirni gori, gora Ham Rong z višino 1092 m, katere greben je neaktiven krater.

### Kon Tum
Kon Tum je provinca severno od planote Gia Lai - Kon Tum, ki je ena od treh največjih v Tay Nguyenu.
Mesto Kom Tum je zgrajeno ob reki Đắk Bla, rokavu reke Pơ Ko. Je tudi nekdanje francosko upravno središče. Leta 1851 so sem prispeli francoski misijonarji.
Tu so gora Ngoc Linh, Chu Mon Ray, primitivni gozd Sa Thay, turistično območje Đắk Tre in topli vrelci Đắk Tô. Obstaja več kot 20 etničnih skupin, med katerimi so najbolj naseljene Ba Na, Xo Dang, Gie Triêng, Gia Rai, B Rau, Ro Min itd.
Večina etničnih manjšin živi s preusmerjanjem pridelave in lova. V skupnosti etničnih skupin v Tay Nguyenu je raznolika in barvita kultura.

## Kmetijstvo
Tây Nguyên (Centralno višavje) vsebuje veliko naravnih gozdov in so zaščiteni v  narodnih parkih, kot so narodni park Cát Tiên, narodni park Yok Đôn in narodni park Kon Ka Kinh. Regija ima povprečno nadmorsko višino 500–600 m z bazaltnimi tlemi, primernimi za sajenje kavovca, kakavovca, popra in bele murve. Tu je posajan tudi indijski orešček (Anacardium occidentale) in raste kavčukovec. Kava je najpomembnejši proizvod višavja s središčem proizvodnje v provinci Đắk Lắk. Glavno mesto province Buôn Ma Thuột gosti številne velike tovarne kave, vključno s tistimi v lasti glavnega proizvajalca Trung Nguyêna. Višavje je tudi tretji naravni vir boksita na svetu. Načrti za rudarjenje boksita na tem območju so naleteli na nekaj polemik, tako zaradi vpliva predlaganih operacij na okolje kot zaradi težav z delovno silo.

## Rastlinstvo in živalstvo
Tây Nguyên je dom najvidnejših in tudi najbolj ogroženih vrst v Vietnamu in jugovzhodni Aziji in sicer: indokitajski tiger, veliki gaur, divji azijski vodni bivol (Bubalus arnee), banteng (Bos javanicus) in azijski slon.
Leta 2012 so bili najmanj trije vietnamski vojaki aretirani in zaprti zaradi njihovih spletnih slik, ki prikazujejo, kako mučijo in ubijajo šarastega langurja.